# Top départ, lâchez les chevaux
Top départ, lâchez les chevaux (Top départ) est une émission de télévision française diffusée en direct sur M6, animée par Carine Galli, produite par Golden Network et consacrée à l'actualité de la course hippique.
Les tournages se déroulent chez AMPVISUALTV, sur le plateau 2 des Studios Rive-Gauche, dans le 15e arrondissement de Paris.

## Principe
Dans cette émission, la journaliste sportive accueillera deux équipes qui s'affronteront autour d'un jeu portant sur trois courses hippiques. Chaque semaine, les deux candidats seront accompagnés d'une personnalité et pourront aussi compter sur les conseils du duo d'experts José et Guillaume Covès.

## Audiences
| Épisode | Jour de diffusion | Horaire           | Audience moyenne | Audience moyenne | Audience moyenne |
| Épisode | Jour de diffusion | Horaire           | Téléspectateurs  | PDM              | Ref              |
| ------- | ----------------- | ----------------- | ---------------- | ---------------- | ---------------- |
| 1       | 12 octobre 2019   | 11 h 10 - 12 h 40 | 51 000           | 0,7 %            | [ 2 ]            |
| 2       | 19 octobre 2019   | 11 h 10 - 12 h 40 | 65 000           | 0,8 %            | [ 3 ]            |
| 3       | 26 octobre 2019   | 11 h 10 - 12 h 40 | 34 000           | 0,4 %            | [ 4 ]            |
| 4       | 2 novembre 2019   | 11 h 10 - 12 h 40 | 56 000           | 0,5 %            | [ 5 ]            |
| 5       | 9 novembre 2019   | 11 h 10 - 12 h 40 | 66 000           | 0,9 %            | [ 6 ]            |
| 6       | 16 novembre 2019  | 11 h 10 - 12 h 40 | 103 000          | 1,3 %            | [ 7 ]            |
| 7       | 23 novembre 2019  | 11 h 10 - 12 h 40 | 74 000           | 0,9 %            | [ 8 ]            |
| 8       | 30 novembre 2019  | 11 h 10 - 12 h 40 | 61 000           | 0,9 %            | [ 8 ]            |
| 9       | 7 décembre 2019   | 11 h 10 - 12 h 40 | 44 000           | 0,6 %            | [ 9 ]            |
| 10      | 14 décembre 2019  | 11 h 10 - 12 h 40 | 112 000          | 1,4 %            | [ 10 ]           |
| 11      | 21 décembre 2019  | 11 h 10 - 12 h 40 | 47 000           | 0,7 %            | [ 11 ]           |
| 12      | 4 janvier 2020    | 11 h 10 - 12 h 40 | 52 000           | 0,6 %            | [ 12 ]           |
| 13      | 11 janvier 2020   | 11 h 10 - 12 h 40 | 77 000           | 1 %              | [ 13 ]           |
| 14      | 18 janvier 2020   | 11 h 10 - 12 h 40 | 56 000           | 0,8 %            | [ 14 ]           |
| 15      | 25 janvier 2020   | 11 h 10 - 12 h 40 | 43 000           | 0,6 %            | [ 15 ]           |
| 16      | 8 février 2020    | 11 h 25 - 12 h 40 | 44 000           | 0,6 %            | [ 15 ]           |
| 17      | 15 février 2020   | 11 h 25 - 12 h 40 | 86 000           | 1,2 %            | [ 16 ]           |
| 18      | 29 février 2020   | 11 h 25 - 12 h 40 | 44 000           | 0,6 %            | [ 17 ]           |
| 19      | 7 mars 2020       | 11 h 25 - 12 h 40 | 58 000           | 0,8 %            | [ 17 ]           |
| 20      | 14 mars 2020      | 11 h 25 - 12 h 40 | 63 000           | 0.7%             |                  |

Légende :
- Plus hauts chiffres d'audience
- Plus bas chiffres d'audience

| Légende : Évolution |

| Légende : Évolution |